# Мальйоне
Мальйоне (італ. Maglione, п'єм. Majon) — муніципалітет в Італії, у регіоні П'ємонт,  метрополійне місто Турин.
Мальйоне розташоване на відстані близько 530 км на північний захід від Рима, 45 км на північний схід від Турина.
Населення — 451 особа (2014).
Щорічний фестиваль відбувається третьої неділі вересня. Покровитель — San Maurizio.

## Демографія
Населення за роками:

Станом на 1 січня 2023 року в муніципалітеті офіційно проживало 13 іноземців з 3 країн, серед них 9 громадян країн Євросоюзу.

## Сусідні муніципалітети
- Борго-д'Але
- Боргомазіно
- Монкривелло